# Lisa Lötscher
Lisa Lötscher (* 11. Juli 2000) ist eine Schweizer Ruderin.

## Sportliche Karriere
Lisa Lötscher gewann bei den Junioren-Weltmeisterschaften 2017 in Trakai eine Bronzemedaille im Doppelvierer. 2018 bei den Junioren-Weltmeisterschaften in Račice u Štětí siegte der Schweizer Doppelvierer mit Jana Nussbaumer, Lisa Lötscher, Emma Kovacs und Célia Dupré. 2019 belegte Lötscher mit dem Schweizer Doppelvierer den vierten Platz bei den U23-Weltmeisterschaften in Sarasota. Im Juli 2021 bei den U23-Weltmeisterschaften in Račice u Štětí siegte der Schweizer Doppelvierer in der Besetzung Salome Ulrich, Nina Wettstein, Lisa Lötscher und Célia Dupré.
In der Erwachsenenklasse nahm Lötscher 2019 an den Europameisterschaften in Luzern teil und wurde Achte mit dem Doppelvierer. 2020 in Posen erreichte der Schweizer Doppelvierer den sechsten Platz. Im Jahr darauf bei den Europameisterschaften in Varese belegte der Schweizer Doppelvierer als drittes Boot im B-Finale den neunten Platz in der Gesamtwertung. 2022 bei den Europameisterschaften in München belegten Célia Dupré, Salome Ulrich, Lisa Lötscher und Pascale Walker den vierten Platz. Bei den Weltmeisterschaften 2022 in Račice u Štětí wurden die vier Schweizerinnen Fünfte.
2023 kehrte Fabienne Schweizer in den Doppelvierer zurück. Bei den Europameisterschaften in Bled belegten Salome Ulrich, Fabienne Schweizer, Pascale Walker und Lisa Lötscher den sechsten Platz. Schweizer und Lözscher traten auch im Doppelzweier an und wurden dort Siebte. Bei den Weltmeisterschaften in Belgrad startete nur der Doppelvierer in der Besetzung Schweizer, Lötscher, Walker und Dupré. Mit dem vierten Platz im A-Finale war auch der Startplatz für die Olympischen Spiele 2024 gesichert.
2024 trat der Schweizer Doppelvierer bei den Europameisterschaften in Szeged mit Schweizer, Sofia Meakin, Dupré und Lötscher an und überquerte die Ziellinie als fünftes Boot. Bei den Olympischen Spielen in Paris war wieder Pascale Walker für Sofia Meakin dabei. Im Doppelvierer traten insgesamt neun Boote an. Nach dem dritten Platz im Vorlauf siegten die Schweizerinnen im Hoffnungslauf. Im Endlauf gewannen die Britinnen knapp vor dem niederländischen Boot. Drei Sekunden dahinter erreichten die Deutschen das Ziel als Dritte mit 0,42 Sekunden Vorsprung vor den Schweizerinnen, die ihrerseits wieder fast drei Sekunden vor den Fünften ins Ziel kamen.
Lisa Lötscher rudert für den See-Club Luzern und lebt in Meggen LU.

## Fussnoten
1. ↑  Finale 2024 bei olympics.com
2. ↑  Lisa Lötscher bei olympics.com

| Personendaten    | Personendaten     |
| ---------------- | ----------------- |
| NAME             | Lötscher, Lisa    |
| KURZBESCHREIBUNG | Schweizer Ruderin |
| GEBURTSDATUM     | 11. Juli 2000     |